# روي سامبايو
روي سامبايو (29 مايو 1987 في البرتغال - ) هو لاعب كرة قدم برتغالي في مركز الوسط. لعب مع نادي أروكا ونادي النجم الأحمر سانت أوين ونادي بيرا مار ونادي كالياري ونادي بينفايل ونادي تشافيس ونادي أولهانينسي.

## روابط خارجية
- روي سامبايو على موقع قاعدة بيانات كرة القدم.إي يو (الإنجليزية)
- روي سامبايو على موقع Soccerway.com (الإنجليزية)
- روي سامبايو على موقع AS.com (الإسبانية)